# Udea fulvalis
Udea fulvalis — вид лускокрилих комах родини вогнівок-трав'янок (Crambidae).

## Поширення
Вид поширений в Європі. Присутній у фауні України.

## Опис
Розмах крила 24-29 мм. Верхня частина передніх крил має яскраво-коричневе або жовтувато-коричневе забарвлення з темнішими відмітками. Личинки блідо-зелені, з чорною головою.

## Спосіб життя
Метелики літають з червня до кінця серпня, залежно від місця розташування. Активні вночі. Личинки харчуються листям м'яточника, котячої м'яти, шавлії, дерену і смілки. Заляльковується в коконі серед листя рослин-господарів.